# Max Švabinský
Max Švabinský (właśc. Maximilian Theodor Jan Švabinský; ur. 17 września 1873 w Kromieryżu, zm. 10 lutego 1962 w Pradze) – czeski malarz i grafik. Zaliczany do twórców czeskiego ruchu nowoczesnego w sztuce.

## Życiorys
Był nieślubnym dzieckiem, wychowywał się bez ojca. Jego rodzina żyła w biedzie, w skromnym domu przy ulicy Jánská, a następnie w dawnej fabryce octu. W młodości zajmował się łapaniem i kolekcjonowaniem owadów, w szczególności motyli. W wieku 11 lat zaczął zarabiać, sprzedając swoje rysunki. Uczył się w gimnazjum w Kromieryżu, nie zdał jednak egzaminów i wyjechał następnie do Pragi.
W latach 1891–1896 studiował malarstwo na Akademii Sztuk Pięknych w Pradze. W 1900 roku wziął ślub z Elą Vejrychovą. W 1910 roku wykładowcą Akademii Sztuk Pięknych w Pradze. Na przełomie 1913 i 1914 roku wdał się w romans ze swoją szwagierką, Anną Prochazkovą, z którą w 1930 roku wziął ślub. Anna Prochazkova zmarła na zawał mięśnia sercowego w 1942 roku.
W 1932 roku reprezentował Czechosłowację na Olimpijskim Konkursie Sztuki i Literatury. W okresie międzywojennym był m.in. autorem witraży w Archikatedrze Świętych Wita, Wacława i Wojciecha w Pradze. Po 1945 roku malował portrety prezydentów Czechosłowacji, projektował również znaczki pocztowe i banknoty.

## Odznaczenia i wyróżnienia
Został odznaczony Legią Honorową (1923) oraz Tarczą Honorową Protektoratu Czech i Moraw z Orłem Świętego Wacława.